# لوک خوش‌شانس: به دنبال دالتون‌ها
لوک خوش شانس: به دنبال دالتون‌ها (به فرانسوی: Lucky Luke: sur la piste des Dalton) که عمدتاً با نام لوک خوش شانس (به فرانسوی: Lucky Luke) مشهور است، یک بازی ویدئویی در ژانر کمدی، وسترن و ماجراجویی است که توسط اینفورگرامرز (آتاری اس ای) برای کنسول پلی استیشن یک و مایکروسافت ویندوز در سال ۱۹۹۸ منتشر شد. این بازی بر اساس کمیک استریپ بلژیکی لوک خوش شانس اثر موریس و گوسینی است و نخستین بازی سه بعدی لوک خوش شانس محسوب می‌شود. این بازی در واقع بازسازی نسخه سوپر نینتندو برای سال ۱۹۹۷ می‌باشد و به همراه بسیاری از بازی‌های اقتباس شده از روی کمیک‌های فرانسوی، فقط در اروپا منتشر شد.

## گیم پلی
در مراحل معمولی، بازیکن باید به خلافکاران سر راه او تیراندازی کند. از جمله به صورت مستقیم یا اصابت گلوله به یک شیء فلزی و کمانه کردن آن به دشمن. در مراحل ویژه، لوک سوار بر اسبش (جالی جامپر) به تعقیب و توقف قطار می‌پردازد. همچنین مراحلی از جمله دعوای تن به تن در کافه‌ها، تنوع در گیم پلی را افزایش می‌دهد.

## بازخوردها
این بازی به دلیل داشتن جو کارتونی و کمیک بوکی (از لحاظ بصری و صوتی) که شامل گرافیک، موسیقی و افکت‌های صوتی می‌شد مورد توجه قرار گرفت. اما از گیم پلی چالش‌برانگیز و تا حدودی از مد افتاده انتقاد شد. این بازی با میانگین امتیاز ۶۱ از ۱۰۰ از سوی منتقدان اروپایی دریافت کرد.

## دنباله
دنباله این بازی در سال ۲۰۰۱ تحت عنوان لوک خوش شانس: تب غربی برای پلی استیشن یک و مایکروسافت ویندوز منتشر شد که ضعیف تر از بازی اول بود. میانگین امتیاز این بازی ۴۰ از ۱۰۰ می‌باشد.